# 프랑스 민병대
프랑스 민병대(프랑스어: Milice française 밀리스 프랑세즈[*])는 1943년 1월 30일 비시 프랑스 정권이 레지스탕스를 소탕할 목적으로 창설한 정치적 준군사조직이다. 흔히 밀리스(Milice)라고 부른다. 총리 피에르 라발이 그 총수를 겸했으나 실질적인 지도자는 사무총장 조제프 다르낭이었다. 밀리스는 다르낭의 준군사조직 군단병치안단(SOL)의 후신으로, 레지스탕스를 대상으로 한 즉결처형과 암살, 프랑스 내 유대인의 강제이주에 참여했다. 이 조직은 비시 정권의 파시즘적 성격이 가장 극단적으로 발현된 사례로, 다르낭은 밀리스를 프랑스의 집권 유일정당으로 발전시킬 구상을 가지고 있었다.
밀리스는 프랑스 현지인 출신들로 언어에 능통하고 지역 사정에 밝았기에 레지스탕스는 게슈타포보다 이들 밀리스를 더욱 위험시했다.